# Suchoj Su-7
Suchoj Su-7, förkortat Su-7 (ryska: Сухой Су-7, Су-7. NATO-rapporteringsnamn: Fitter-A), var ett sovjetiskt jetdrivet jakt/attackflygplan som utvecklades under det tidiga 1950-talet. Första flygningen gjordes 1955 och 1959 togs planet i tjänst. Totalt byggdes över 1 800 Su-7:or. Det tvåsitsiga skolflygplanet Sukhoj Su-7U fick NATO-namnet Moujik.

## Utveckling
I maj 1953 började konstruktionsbyrån Suchoj att designa ett jaktflygplan med svepta vingar med motorn Ljulka AL-7. Det var det första sovjetiska flygplanet med helrörliga stjärtfenor utan roder och variabelt luftintag med centerkon. Den första prototypen S-1 flög första gången 7 september 1955 och satte i april 1956 sovjetiskt hastighetsrekord med 2 170 km/h. Motorn visade sig dock vara otillförlitlig och S-1 totalförstördes vid ett haveri 23 november 1956.
I juli 1958 började man konstruera en attackversion av Su-7 som fick beteckningen Su-7B. Den största nackdelen med både Su-7 och Su-7B var den höga landningshastigheten (runt 350 km/h). Flera försök gjordes att komma tillrätta med problemet, till exempel startraketer och bromsskärmar. Den mest lyckade konstruktionen var dock provflygplanet Su-7IG med svepbara vingar som ledde fram till efterföljaren Suchoj Su-17.
Endast 143 jaktflygplan byggdes, men de blev kortlivade och ersattes snart av Mikojan-Gurevitj MiG-21. Attackversionen tillverkades i långt fler exemplar och förblev trots flera brister i tjänst in på 1970-talet.

## Varianter
- Su-7 – Jaktversion. 143 byggda.
- Su-7B – Första attackversionen. 431 byggda.
- Su-7BM – Uppgraderad version med ny motor, nytt bränslesystem med möjlighet att bära fälltankar. 290 byggda.
- Su-7BKL – Version med förstärkt landningsställ, fästen för startraketer och två bromsskärmar. 441 byggda.
- Su-7BMK – Exportversion av Ju-7BM utan möjlighet att bära kärnvapen.
- Su-7U – Tvåsitsig skolversion av Su-7B.
- Su-7UM – Tvåsitsig skolversion av Su-7BM.
- Su-7UMK – Tvåsitsig skolversion av Su-7BMK.
- Su-7IG – Provflygplan med svepbara vingar.

## Användare
- Afghanistans flygvapen – 32 flygplan levererade 1972 och ytterligare 79 levererades 1980. Inga kvar i tjänst.
- Algeriets flygvapen – 22 Su-7MBK levererade 1971 och 1972. Inga kvar i tjänst.
- Egyptens flygvapen – Första leveransen om 14 flygplan förstördes under sexdagarskriget. Ytterligare 185 flygplan levererades 1967–1972. De som överlevde oktoberkriget pensionerades under 1980-talet.
- Indiens flygvapen – 140 flygplan levererade 1968. De sista togs ur tjänst 1986.
- Iraks flygvapen – Totalt 99 flygplan levererade. Inga kvar i tjänst.
- Koreanska folkarméns flygvapen – 25 flygplan levererade i slutet av 1960-talet. Pensionerade 1989.
- Polens flygvapen – 47 flygplan levererade 1964. Tagna ur tjänst 1990.
- Sovjetunionens flygvapen –
- Syriens flygvapen – 25 flygplan levererade i slutet av 1960-talet. Ytterligare 35 flygplan levererade efter oktoberkriget. Överförda till reserven under 1980-talet och avrustade under 1990-talet.
- Tjeckoslovakiska flygvapnet – 95 flygplan levererade från och med 1963. 30 av dem förlorade i olyckor. De sista togs ur tjänst 1990.

## Bilder

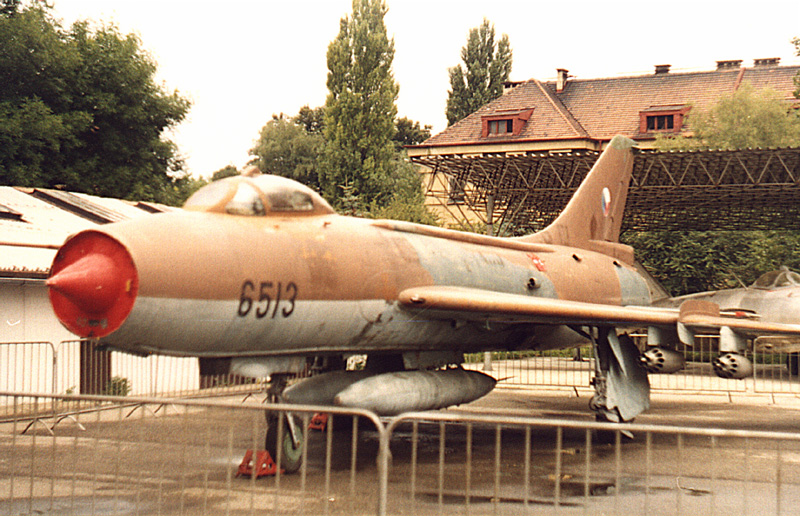
Su-7BKL.
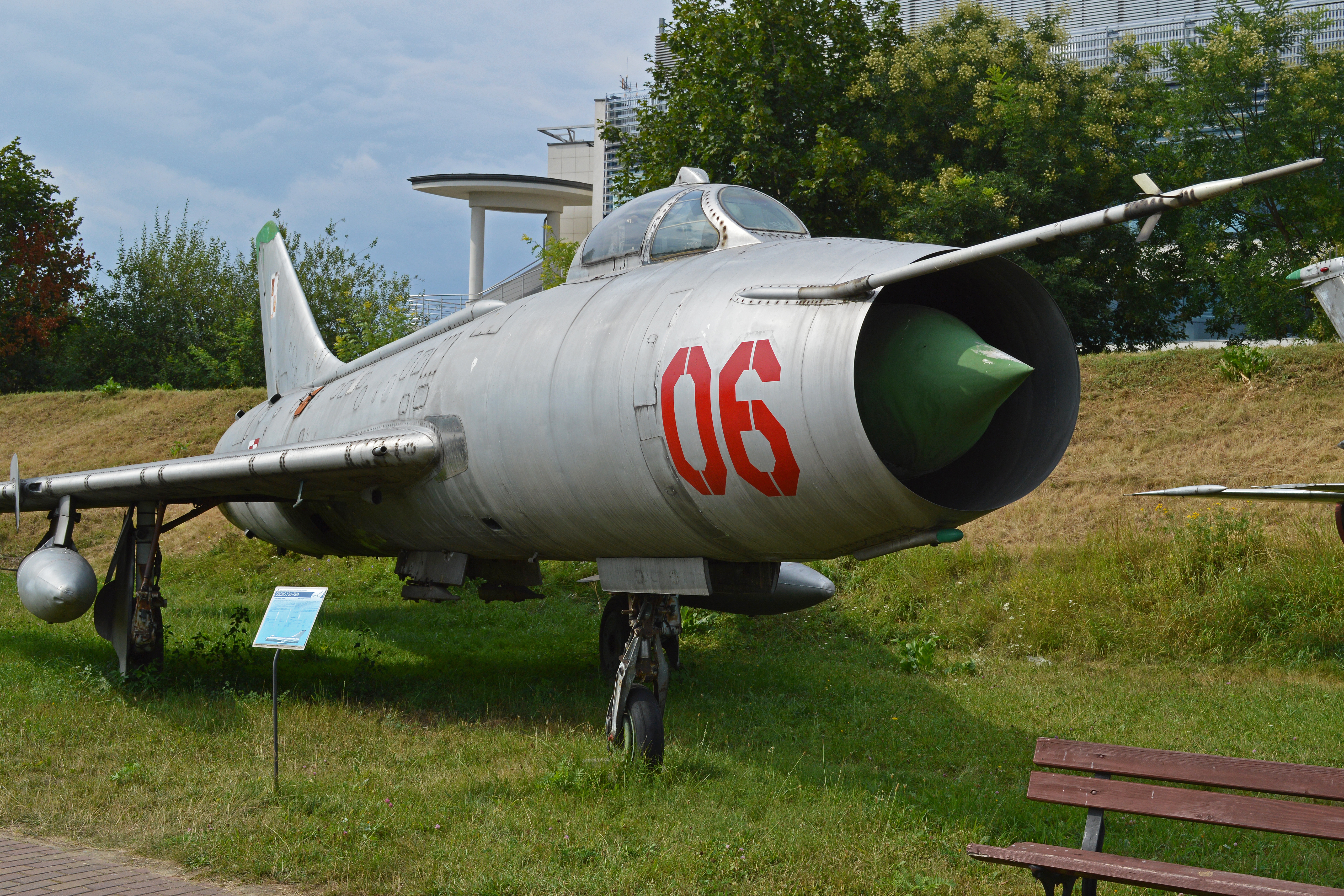
Su-7BM.
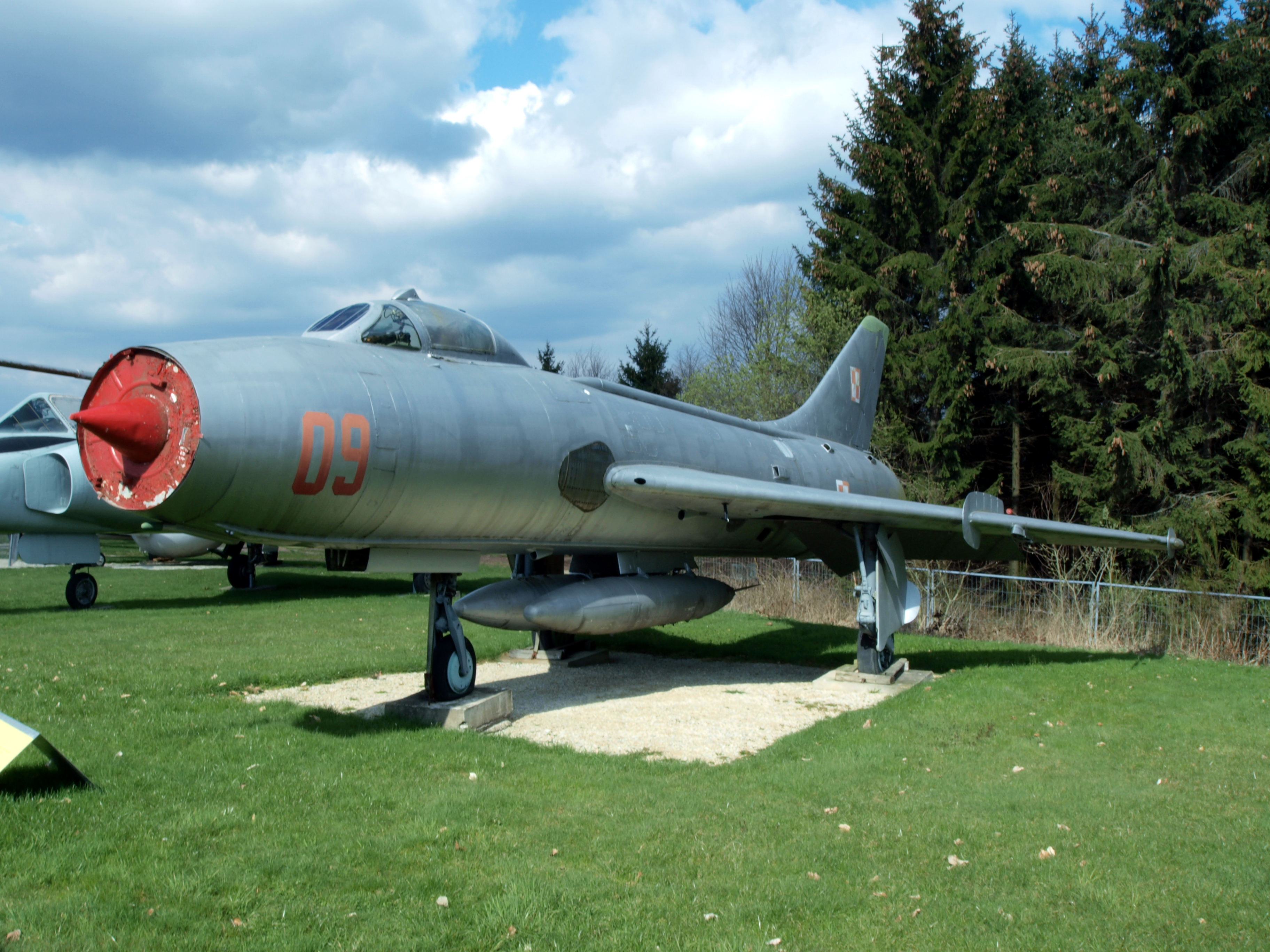
Su-7B.
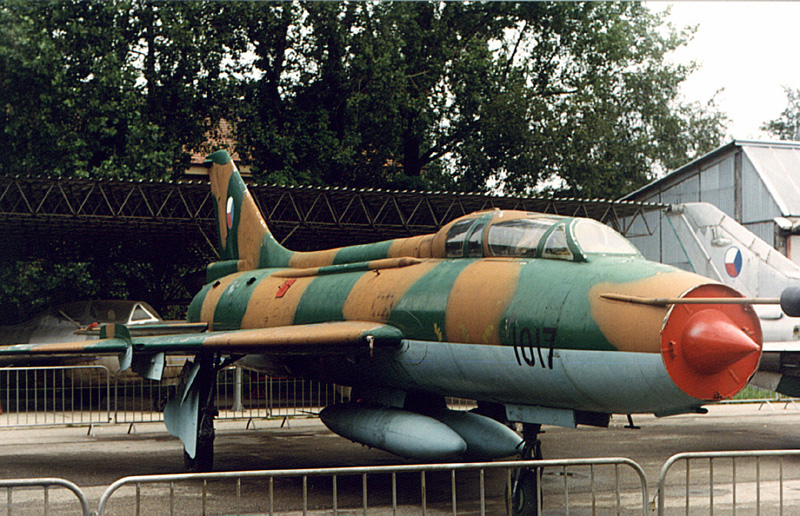
Su-7UMK.
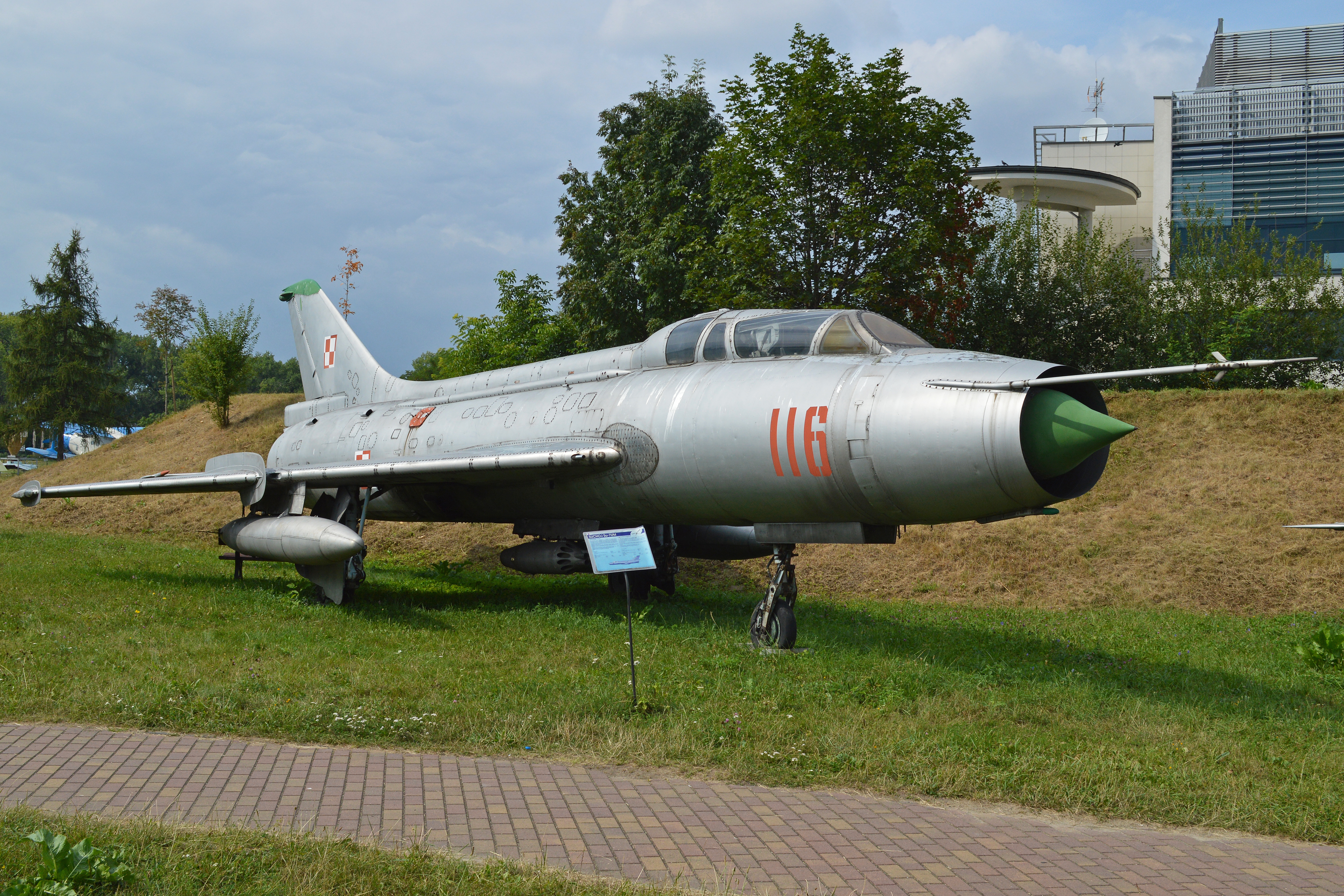
Su-7UM.
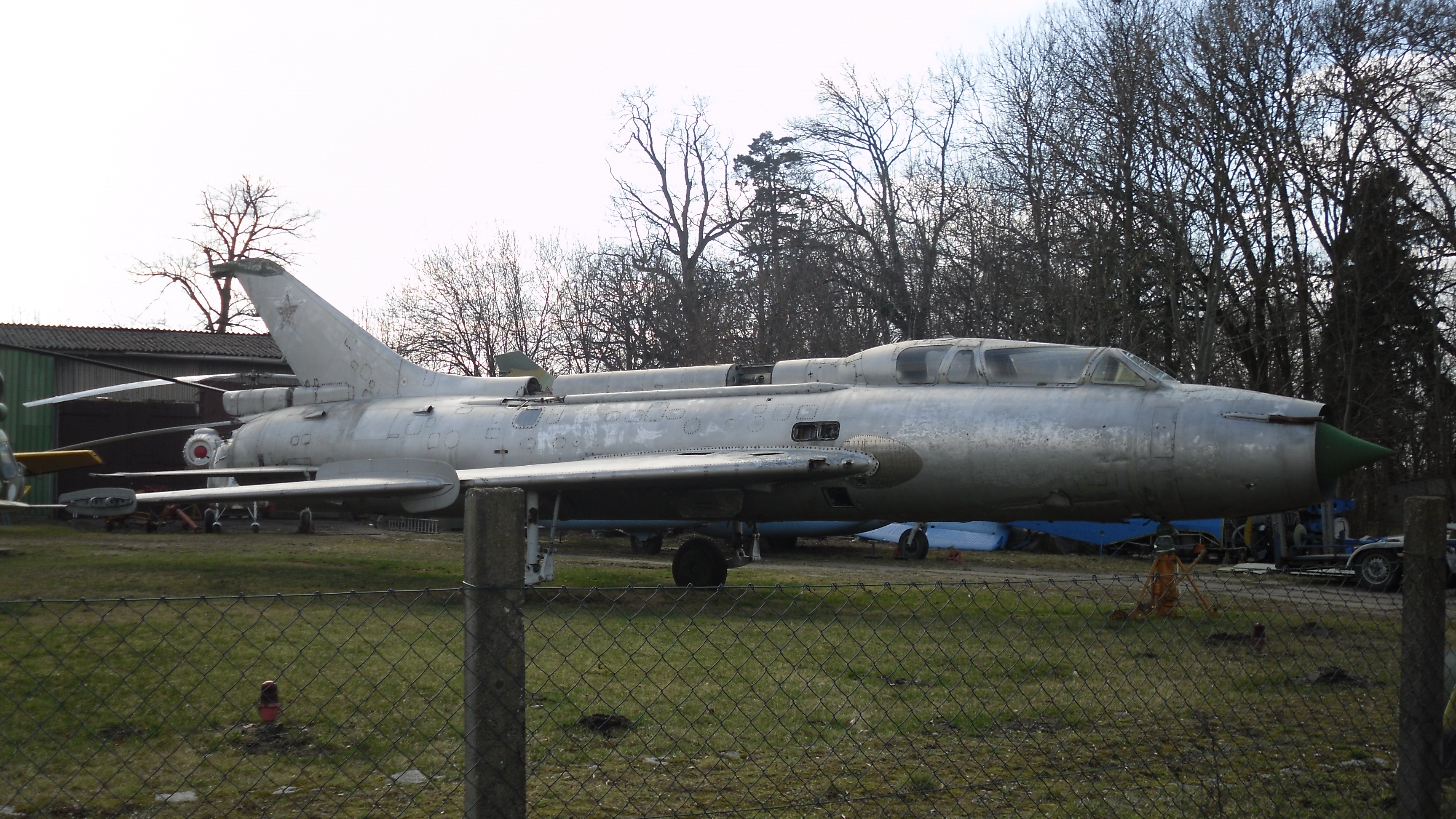
Su-7U.